# Tri-nations 2000
Navigation
Tri-nations 1999 Tri-nations 2001
Le Tri-nations 2000 est remporté pour la première fois par l'Australie.
Le tournoi est marqué par le match d'ouverture opposant l'Australie à la Nouvelle-Zélande, remporté 35-39 par les Néo-Zélandais, considéré par beaucoup comme le meilleur match de l'histoire du rugby.

## Classement
| Rang | Pays                 | J | V | N | D | Bo | Bd | Pm  | Pe  | Diff | Pts |
| ---- | -------------------- | - | - | - | - | -- | -- | --- | --- | ---- | --- |
| 1    | Australie            | 4 | 3 | 0 | 1 | 1  | 1  | 104 | 86  | +18  | 14  |
| 2    | Nouvelle-Zélande (T) | 4 | 2 | 0 | 2 | 2  | 2  | 127 | 117 | +10  | 12  |
| 3    | Afrique du Sud       | 4 | 1 | 0 | 3 | 1  | 1  | 82  | 110 | -28  | 6   |

|  | Vainqueur de la compétition (no 1). |
|  | T : Tenant du titre 1999            |

Attribution des points : victoire sur tapis vert : 5, victoire : 4, match nul : 2, défaite : 0, forfait : -2 ; plus les bonus (offensif : 3 essais de plus que l'adversaire ; défensif : défaite par 7 points d'écart ou moins).
Règles de classement : ?

## Résultats
| 15 juillet 2000 | Australie                                                                                         | 35 – 39 (24 – 24) | Nouvelle-Zélande                                                                                          | Sydney, Australie Arbitre : André Watson |
| 15 juillet 2000 | Essai(s) : Mortlock 2, Latham, Roff, Paul Transformation(s) : Mortlock 2 Pénalité(s) : Mortlock 2 |                   | Essai(s) : Umaga, Alatini, Cullen, Marshall, Lomu Transformation(s) : Mehrtens 4 Pénalité(s) : Mehrtens 2 | Sydney, Australie Arbitre : André Watson |
| 15 juillet 2000 |                                                                                                   |                   | | Sydney, Australie Arbitre : André Watson |

| 22 juillet 2000 | Nouvelle-Zélande                                                       | 25 – 12 (19 – 12) | Afrique du Sud                                    | Christchurch, Nouvelle-Zélande Arbitre : Chris White |
| 22 juillet 2000 | Essai(s) : Cullen 2 Pénalité(s) : Brown, Mehrtens 3 Drop(s) : Mehrtens |                   | Pénalité(s) : van Straaten 3 Drop(s) : Montgomery | Christchurch, Nouvelle-Zélande Arbitre : Chris White |
| 22 juillet 2000 |                                                                        |                   |                                                   | Christchurch, Nouvelle-Zélande Arbitre : Chris White |

| 29 juillet 2000 | Australie                                                                         | 26 – 6 (19 – 6) | Afrique du Sud               | Sydney, Australie Arbitre : Ed Morrison |
| 29 juillet 2000 | Essai(s) : Mortlock, Paul Transformation(s) : Mortlock 2 Pénalité(s) : Mortlock 4 |                 | Pénalité(s) : van Straaten 2 | Sydney, Australie Arbitre : Ed Morrison |
| 29 juillet 2000 |                                                                                   |                 |                              | Sydney, Australie Arbitre : Ed Morrison |

| 5 août 2000 | Nouvelle-Zélande                                                            | 23 – 24 (20 – 18) | Australie                                                                              | Wellington, Nouvelle-Zélande Arbitre : Jonathan Kaplan |
| 5 août 2000 | Essai(s) : Cullen 2 Transformation(s) : Mehrtens 2 Pénalité(s) : Mehrtens 3 |                   | Essai(s) : Mortlock, Roff Transformation(s) : Mortlock Pénalité(s) : Eales, Mortlock 3 | Wellington, Nouvelle-Zélande Arbitre : Jonathan Kaplan |
| 5 août 2000 |                                                                             |                   |                                                                                        | Wellington, Nouvelle-Zélande Arbitre : Jonathan Kaplan |

| 19 août 2000 | Afrique du Sud | 46 – 40 (33 – 27) | Nouvelle-Zélande                                                                                        | Johannesburg, Afrique du Sud Arbitre : Andrew Cole |
| 19 août 2000 | Essai(s) : Delport, Fleck 2, Swanepoel 2, Williams Transformation(s) : van Straaten 5 Pénalité(s) : van Straaten 2 |                   | Essai(s) : Cullen 2, Umaga 2 Transformation(s) : Mehrtens 4 Pénalité(s) : Mehrtens 3 Drop(s) : Mehrtens | Johannesburg, Afrique du Sud Arbitre : Andrew Cole |
| 19 août 2000 | |                   | | Johannesburg, Afrique du Sud Arbitre : Andrew Cole |

| 26 août 2000 | Afrique du Sud               | 18 – 19 (6 – 13) | Australie                                                               | Durban, Afrique du Sud Arbitre : Paul Honiss |
| 26 août 2000 | Pénalité(s) : van Straaten 6 |                  | Essai(s) : Latham Transformation(s) : Mortlock Pénalité(s) : Mortlock 4 | Durban, Afrique du Sud Arbitre : Paul Honiss |
| 26 août 2000 |                              |                  |                                                                         | Durban, Afrique du Sud Arbitre : Paul Honiss |